# Черепаха Біла
Черепаха Біла (Sacalia bealei) — вид черепах з роду Сакалія родини Азійські прісноводні черепахи. Інша назва «китайська оката водяна черепаха».

## Опис
Загальна довжина карапаксу досягає 16 см. Голова середнього розміру. Шия тонка. Панцир округлий. Має кіль по середині, проте він досить низький. Карапакс у задній частині розширюється. Пластрон менше за карапакс. Хвіст доволі довгий.
Голова жовто—коричневого кольору з чорними цятками. На потилиці присутні 2—4 плями на вигляд, як око. На задній частині голови розташовуються 4 світлих кола з чорними крапками по центру, за ними поверху шиї проходять 3 жовті смуги. Щелепи темні, шия знизу жовтувато—рожева, зверху вона темна. У самців 4 кола на голові зеленуваті, у самиць — жовті. Карапакс жовто—коричневого або шоколадно—коричневого забарвлення. Пластрон й перетинка жовті -аб світло—оливкові з малюнком з темних плям.

## Спосіб життя
Полюбляє невеликі струмки у лісах. Харчується рибою, креветками, равликами, жуками, хробаками, водними рослини.
Самиці після спаровування не копають гнізда, а відкладають яйця у заглиблення у траві. Самиця відкладає 2—6 яйця з твердою шкаралупою, розміром 4х2 см. Розмір новонароджених черепашенят близько 37 мм з вагою 8,6 г. У черепашенят світло-коричневий карапакс з кілем, пластрон персикового кольору з темними мітками.

## Розповсюдження
Мешкає у південному Китаї: Фуцзянь, Гуандун, Гуансі, о. Хайнань, а також у північному В'єтнамі.